# 뉴욕 시립 대학교 대학원
뉴욕 시립 대학교 대학원(Graduate Center of the City University of New York)는 뉴욕 시립 대학교(CUNY) 소속의 캠퍼스 중 유일하게 석사(M.A) 및 박사(Ph.D) 과정 만을 양육하는 대학원대학이다.
석사 및 박사 과정 학생들의 교육뿐만 아니라 연구와 공개 이벤트 모두에 참여하고 있고, 4,600명의 학생에 33개의 박사 과정, 7개의 석사 과정, 30개의 별도의 연구 기관이 있다.
사회, 공공, 문화, 과학적인 주제를 다루는 연구 기관이며, 약 150명의 교수를 포함 약 1,800명의 교직원으로 구성되어 있다.
맨하튼의 타임스퀘어 옆 42가에 위치해 있던 캠퍼스는, 1999년부터 대학원 365 Fifth Avenue (34th street & 5th Avenue)로 이전해 현재까지 자리하고 있다. 9층짜리 건물이며 대각선으로는 엠파이어스테이트빌딩을 마주하고 있다.